# Barione omega

Traccia della camera a bolle del primo evento osservato di barione Ω al Brookhaven National Laboratory.

I barioni omega (Ω) sono barioni che non contengono né quark up né quark down. Il primo Omega scoperto (1964) fu l'Ω⁻, costituito di tre quark strani. La scoperta fu un grande trionfo nello studio dei processi dei quark, dato che essi furono scoperti solo dopo che la loro esistenza, massa e i prodotti di decadimento furono previsti dal fisico statunitense Murray Gell-Mann nel 1962. Oltre all'Ω⁻, venne scoperta la particella Omega charmed  (Ω⁰c), in cui un quark strange viene sostituito da un quark charm. L'Ω⁻ decade solo per mezzo dell'interazione debole ed ha dunque una durata relativamente lunga. I valori di spin (J) e di parità (P) per i barioni inosservati sono previsti dal modello a quark.

## Barioni omega
| Particella                  | Simbolo | Quark contenuto | Massa a riposo MeV/c² | JP   | Q  | S  | C  | B  | vita media s          | Decade in                         |
| --------------------------- | ------- | --------------- | --------------------- | ---- | -- | -- | -- | -- | --------------------- | --------------------------------- |
| Omega                       | Ω⁻      | sss             | 1672,45 ± 0,29        | 3⁄2+ | −1 | −3 | 0  | 0  | (8,21 ± 0,11) × 10−11 | Λ⁰ + K⁻ o Ξ⁰ + π⁻ o Ξ⁻ + π⁰       |
| Omega charmed               | Ω⁰c     | ssc             | 2697,5 ± 2,6          | 1/2+ | 0  | −2 | +1 | 0  | ((6,9 ± 1,2) × 10−14  | Vedi Modi di decadimento dell'Ω⁰c |
| Omega bottom                | Ω⁻b     | ssb             | 6054,4 ± 6,8          | 1/2+ | −1 | −2 | 0  | −1 | (1,13 ± 0,53) × 10−12 | Ω⁻ + J/ψ (visto)                  |
| Omega charmed doppio        | Ω+cc    | scc             |                       | 1/2+ | +1 | −1 | +2 | 0  |                       |                                   |
| Omega bottom charmed        | Ω⁰cb    | scb             |                       | 1/2+ | 0  | −1 | −1 | −1 |                       |                                   |
| Omega bottom doppio         | Ω⁻bb    | sbb             |                       | 1/2+ | −1 | −1 | 0  | −2 |                       |                                   |
| Omega charmed triplo        | Ω++ccc  | ccc             |                       | 3/2+ | +2 | 0  | +3 | 0  |                       |                                   |
| Omega bottom charmed doppio | Ω+ccb   | ccb             |                       | 1/2+ | +1 | 0  | +2 | −1 |                       |                                   |
| Omega bottom doppio charmed | Ω⁰cbb   | cbb             |                       | 1/2+ | 0  | 0  | +1 | −2 |                       |                                   |
| Omega bottom triplo         | Ω⁻bbb   | bbb             |                       | 3/2+ | −1 | 0  | 0  | −3 |                       |                                   |

1. 1 2 3 4 5 6 7  La particella (o quantità, vale a dire spin) non è mai stata osservata né indicata.

## Scoperte recenti
La particella Ωb è un barione "doppiamente-strange"  contenente due quark strange e un quark bottom. La scoperta di questa particella venne per la prima volta dichiarata nel settembre del 2008 dai fisici che lavoravano all'esperimento DØ al Fermi National Accelerator Laboratory. Tuttavia, la massa riportata, 6165±16 MeV/c2, era significativamente maggiore di quella prevista nel modello a quark. La discrepanza apparente dal Modello Standard da allora è stata soprannominata "Ωb puzzle". Nel maggio del 2009 la collaborazione al CDF rese pubblici i suoi risultati sulla ricerca del Ω⁻b basati sulle analisi di campioni di dati grosso modo quattro volte più grandi di quelli usati nell'esperimento DØ. La massa misurata al CDF risultava essere 6054,4±6,8 MeV/c2 in perfetto accordo con la previsione del Modello Standard. Nessun segnale è stato osservato nei valori riportati dell'esperimento DØ. I due risultati differiscono di 111±18 MeV/c2 o di 6,2 dalle deviazioni standard e quindi sono incoerenti. Un accordo eccellente tra la massa misurata al CDF e le aspettative teoriche è una forte indicazione che la particella scoperta dal CDF è in effetti l'Ω⁻b.